# Monthey
Monthey é uma cidade da Suíça situada no cantão de Valais. A cidade situa-se no vale do Ródano, a cerca de 400 metros de altitude, sendo rodeada pelos Alpes a norte e a sul.